# 파트리크 마를로
파트리크 드니 마를로(프랑스어: Patrick Denis Marleau, 1979년 9월 15일~)는 캐나다의 아이스하키 선수로 포지션은 레프트윙이다.

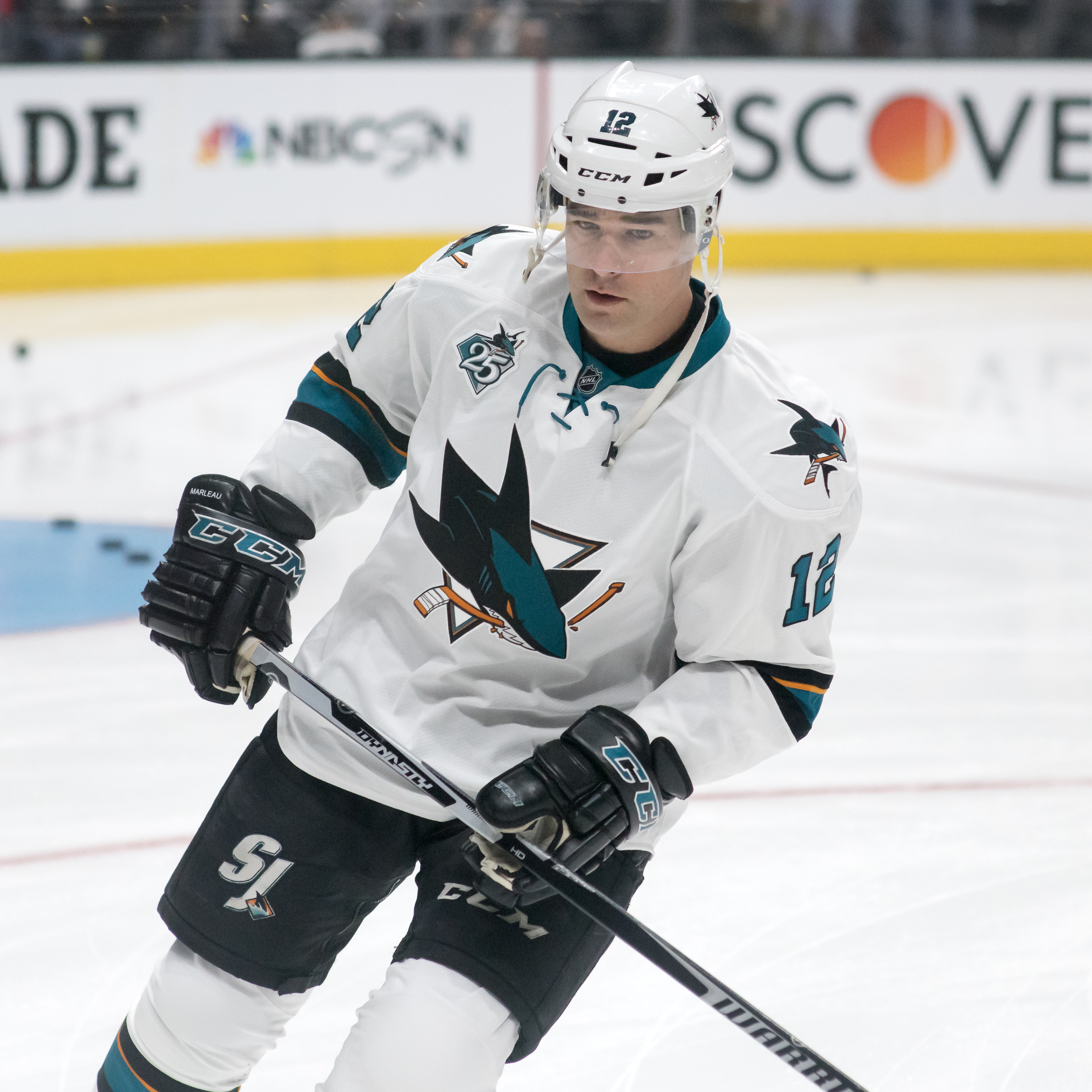
2016년 4월 로스앤젤레스 킹스와의 경기 당시의 마를로

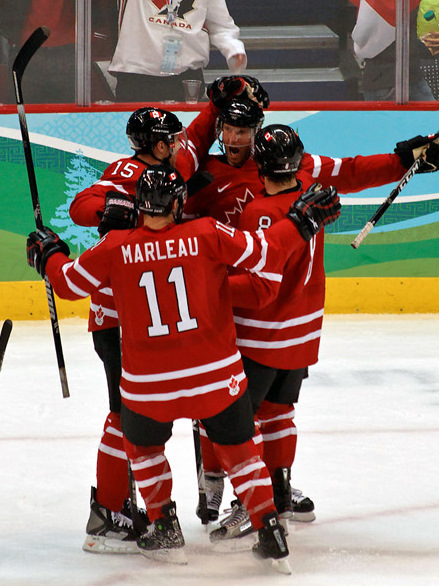
2010년 동계 올림픽 독일전 당시의 마를로(11번)